# Triangle del vent

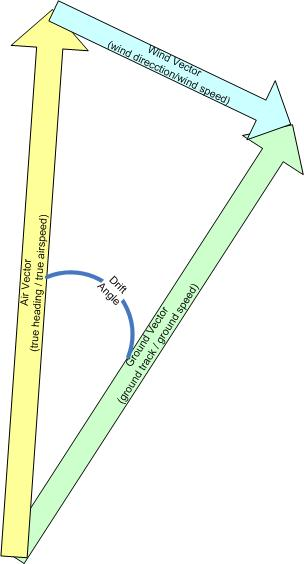
El triangle del vent representa gràficament les relacions entre els vectors de velocitat utilitzats per a la navegació aèria.

En navegació aèria, el triangle del vent és un mètode de visualització de la navegació amb el qual es pot determinar gràficament l'efecte del vent sobre la direcció del rumb i la velocitat d'una aeronau. En el transport marítim, la influència dels corrents sobre el curs es determina de manera anàloga. és una representació gràfica de la relació entre el moviment de l'aeronau i el vent. S'utilitza àmpliament en la navegació per estima.

## Descripció
Tradicionalment, el triangle del vent es configura gràficament. Els vectors coneguts es transfereixen proporcionalment a un dibuix. Les quantitats desconegudes es poden extreure del gràfic. Les calculadores mecàniques de navegació com la calculadora Aristo Aviat o la Jeppesen Slide Graphic Computer també s'utilitzen com a ajuda per evitar el procés de dibuix que consumeix molt de temps. En avions i vaixells amb equips de navegació avançats, els càlculs els realitza l'ordinador de bord. Entre altres coses, utilitza dades del sistema de navegació inercial, de les estacions de ràdio terrestres i dels satèl·lits.
El triangle del vent és un diagrama vectorial, amb tres vectors.
- El vector aire representa el moviment de l'avió a través de la massa d'aire. Es descriu per la velocitat real i el rumb real .
- El vector del vent representa el moviment de la massa d'aire sobre el sòl. Es descriu per la velocitat del vent i la inversa de la direcció del vent. Tingueu en compte que, per convenció, la direcció del vent es dona com la direcció de la qual prové. En un diagrama vectorial com el triangle del vent, la direcció del vent s'ha d'indicar com la direcció cap a la qual bufa el vent, o 180 graus diferent de la convenció.
- El vector terra representa el moviment de l'avió sobre el terra. Es descriu per pista i velocitat de terra. El vector terra és la resultant de sumar algebraicament el vector aire i el vector vent.

## Resolució
El triangle del vent descriu les relacions entre les magnituds utilitzades en la navegació aèria. Quan es coneixen dos dels tres vectors, o quatre dels sis components, es poden derivar les quantitats restants. Els tres tipus principals de problemes a resoldre són:
1. Resoldre el vector terra. Aquest tipus de problemes sorgeixen quan es coneixen el rumb veritable i la velocitat de l'aire real mitjançant la lectura dels instruments de vol i quan es coneixen la direcció i la velocitat del vent a partir de la previsió meteorològica o de la determinació en vol.
2. Resoldre el vector vent. Aquest tipus de problemes sorgeixen quan la determinació del rumb i la velocitat real de l'aire es pot fer llegint els instruments de vol i es pot trobar la pista a terra i la velocitat de terra ja sigui mesurant la direcció i la distància entre dos punts establerts de l'aeronau o determinant l'angle de deriva i velocitat sobre el terreny per referència a terra.
3. Resoldre el rumb real i la velocitat de desplaçament. Aquest tipus de problemes sorgeixen durant la planificació del vol o durant un vol, quan cal determinar un veritable rumb per volar i una velocitat de terra amb la qual calcular l' hora estimada d'arribada .

El mètode tradicional per resoldre les equacions del triangle del vent és gràfic. Els vectors coneguts es dibuixen a escala i en la direcció adequada en una carta aeronàutica, utilitzant transportadors i divisors. Les quantitats desconegudes es llegeixen del gràfic utilitzant les mateixes eines. Alternativament, l'ordinador de vol E6B (una regla de càlcul circular amb una "cara de vent" translúcida sobre la qual dibuixar els vectors) es pot utilitzar per resoldre gràficament les equacions del triangle del vent.
A les aeronaus equipades amb equips de navegació avançats, el triangle del vent sovint es resol dins del sistema de gestió de vol (FMS) mitjançant entrades de l'ordinador de dades aèries (ADC), sistema de navegació inercial (INS), sistema de posicionament global (GPS) i altres instruments, (VOR), (DME), (ADF). El pilot simplement llegeix la solució que se'ls ha proporcionat.